# La pioniera nuda
La pioniera nuda è un romanzo dello scrittore russo Michail Borisovič Kononov pubblicato per la prima volta in Germania nel 1991, dopo diversi rifiuti dell'editoria sovietica.

## Trama
(Michail Kononov, prima pagina di La piccola pioniera)
Durante la Seconda guerra mondiale sul fronte orientale, quella che la storiografia russa chiama “Grande guerra patriottica”, la quindicenne Marija Mukhina, giovane pioniera dell'URSS, tiene nascosta la propria età per essere assegnata a un'unità di combattimento come secondo mitragliere.
Siamo sul fronte di Leningrado, la città è assediata già da due anni ma continua a resistere.  La ragazzina non combatte solo contro gli invasori, ma anche contro gli ufficiali, che ogni notte cercano soddisfazione nel suo corpo. Verso questi uomini che ne approfittano, Maša nutre un giusto risentimento e anche un certo grado di disprezzo. L'unico che le piaccia veramente è il tenente Sbruev, anche lui comunque incontrollabile nel suo desiderio di sesso.
Quasi ogni notte Maša riceve visite nella sua branda, ma appena può si addormenta e si trasforma nella Gabbianella. Minuscola e nuda, vola tutto intorno al fronte di Leningrado, tra le forze nemiche, per adempiere una missione affidatale dal generale Žukov, per il quale Maša ha una venerazione appena inferiore a quella che nutre per Stalin.
Tra gli ufficiali che non lasciano dormire Maša ce n'è uno, Ovetskij, originario di un paesino del nord, che si è veramente messo in testa di sposarla e si dimostra geloso dei colleghi. La cosa infastidisce la ragazza, costretta a negare di aver mai avuto una vera e propria relazione con altri; finché un giorno, dopo un paio di settimane, si rende conto di provare per lui un sentimento più forte. Ovetskij però perde la vita in un attacco. Subito dopo Maša scopre di aspettare un bambino e  Lukič è convinto che la ragazzina porti in grembo un nuovo Salvatore.
Il rapporto di Maša Mukhina con il generale Žukov ha avuto inizio nei primissimi tempi del suo arruolamento. Evacuata da Leningrado a causa del rapido avvicinarsi del fronte, si era rifugiata in campagna presso la nonna. Qui aveva saputo che i genitori erano morti nel bombardamento di un treno. Un'altra figura di riferimento, il professore di tedesco Val'ter Ivanovič, del quale forse Maša era invaghita, era stato arresto come spia dei nazisti. Allora lei era saltata sul camion dei soldati e non aveva più lasciato il reparto. Già da subito però era stata usata sessualmente dagli ufficiali, malgrado la giovanissima età, e si era lamentata con il commissario politico dell'unità.
Poco dopo però era caduta insieme al commissario e altri tre soldati in un'imboscata, erano stati catturati dai tedeschi; fu Maša a sparare il testa all'ufficiale nazista e a liberare gli altri. Immediatamente dopo aveva conosciuto il generale Žukov su un campetto di pallavolo, dove aveva radunato in una lunga fila soldati reduci dal fronte. Di malumore, il generale aveva percorso la folla con la pistola in pugno uccidendo a bruciapelo un uomo ogni tre, accusandoli di tradimento. Si era arrestato solo quando Maša, sull'attendi di fianco a Lukič, era svenuta.
Da quel giorno la ragazzina vede il generale Žukov come l'invincibile comandante che li avrebbe portati alla vittoria, solo un gradino più giù di Stalin. Nella fervida immaginazione di Maša, il segretario del PCUS dirige dal Cremlino la guerra su tutti i fronti, dicendo ai generali tentennanti cosa devono fare. Durante uno dei suoi voli notturni Maša scende a Leningrado. I giornali parlano di una situazione sotto controllo malgrado l'assedio, ma lei vede con i suoi occhi gli edifici distrutti e i morti abbandonati in strada, e penetrando in una casa vede un'anziana signora che compie un atto di cannibalismo sulla nipotina appena morta di fame.
Una notte, mentre porta un messaggio dal comandante di compagnia al comandante della divisione, Maša si perde nel bosco e incappa in un maggiore tedesco ubriaco che gli ricorda Val'ter Ivanovič, l'unico uomo del quale sia forse stata davvero innamorata. Deve comunque ucciderlo con la pistola che porta con sé. All'arrivo al comando di divisione racconta tutto, ma viene deferita allo Smerš, il controspionaggio militare: infatti non c'è traccia del corpo del tedesco ucciso, mentre è scomparso un giovane maggiore russo le cui caratteristiche fisiche ricordano molto quelle dell'ufficiale descritto dalla ragazzina.
Il capitano dello Smerš si invaghisce di lei e le propone di sposarlo, ma Maša rifiuta e viene condotta alla fucilazione.

## Personaggi
- Marija Mukhina (Мария Мухина), detta anche la piccola Mukha (“piccola mosca”) e, di notte,  la Gabbianella; 15 anni
- tenente maggiore Sbruev, uno degli ufficiali che quasi ogni notte fanno la fila per entrare nel letto di Maša
- generale Žukov, comandante del fronte di Leningrado, è ai suoi ordini che Maša si trasforma nella Gabbianella
- tenente Ovetskij, nativo del minuscolo villaggio di Kondopoga, è intenzionato a sposare Maša
- Osip Lukič Plotnikov, anziano soldato, prende Maša Mukhina sotto la propria protezione

## Critica
Scritto negli anni ottanta, questo romanzo di Mikhail Kononov trova un editore solo all'inizio del nuovo millennio, quando il suo autore è già emigrato in Germania, inchiodato su una sedia a rotelle per l'infermità dovuta all'esposizione a radiazioni. Il romanzo rilegge in chiave sarcastica e dissacrante una parte di storia dell'Unione sovietica, la Seconda guerra mondiale, che ancora nella Russia post-comunista è conosciuta come Grande guerra patriottica, motivo di orgoglio nazionale.
Il personaggio di Marija Mukhina è valso a suo tempo un'accusa di pedofilia al suo autore, vista la giovane età e l'argomento per molti versi scabroso. L'accusa è ingiusta, considerato il tono della narrazione: aspra e graffiante, certo al limite della pornografia, ma dolorosa come lo è la sofferenza quando non trova spiegazioni. Per stessa ammissione dell'autore, il personaggio della protagonista è ispirato alla vita di una donna realmente esistente, che nomina solo con il primo nome e il patronimico, Valentina Vasil’evna, combattente nella prima guerra mondiale e testimone oculare di quello che diventerà l'episodio con il maresciallo Žukov sul campo di pallavolo, vero climax del romanzo. Da quell'evento così traumatico la donna avrebbe voluto trarre un testo da intitolare La pistola bianca, ma nel momento in cui l'intenzione sembra concretizzarsi, Valentina Vasil'evna si spezza un braccio in un incidente e Kononov si assume l'onere al suo posto; il romanzo che ne è il risultato è con ogni probabilità molto differente da quello che avrebbe potuto scrivere chi l'ha vissuto in prima persona.
Le parole e i gesti di Maša sono quelli di una credente, di chi acconsente al sacrificio come unica strada possibile per la salvezza collettiva: una via che passa attraverso le allucinazioni/illusioni di un benessere più alto da perseguire fino alla morte, convinzione frutto di un potere spietato che approfitta dello spirito di solidarietà e dell'ingenuità di un paese intero, in questo caso dell'ingenuità dell'adolescenza.
Nel 2005 è stata tratta dal romanzo una riduzione teatrale con la regia di Kiríll Semënovič Serebrennikov; Maša Mukhina è interpretata dall'attrice Čulpan Nailevna Chamatova.

## Edizioni
- Mikhail Kononov, Nuda. Mucha la piccola pioniera, traduzione di Claudia Zonghetti, Meridiano Zero, 2002, ISBN 88-8237-051-8.